# Suoduoxi
Suoduoxi (kinesiska: 索多西, 索多西乡) är en socken i Kina. Den ligger i den autonoma regionen Tibet, i den sydvästra delen av landet, omkring 770 kilometer öster om regionhuvudstaden Lhasa. Antalet invånare är 5172. Befolkningen består av 2 469 kvinnor och 2 703 män. Barn under 15 år utgör 24,0 %, vuxna 15-64 år 66 %, och äldre över 65 år 8,0 %.
Genomsnittlig årsnederbörd är 592 millimeter. Den regnigaste månaden är juli, med i genomsnitt 202 mm nederbörd, och den torraste är november, med 1 mm nederbörd.